# Otto Julius Merkel

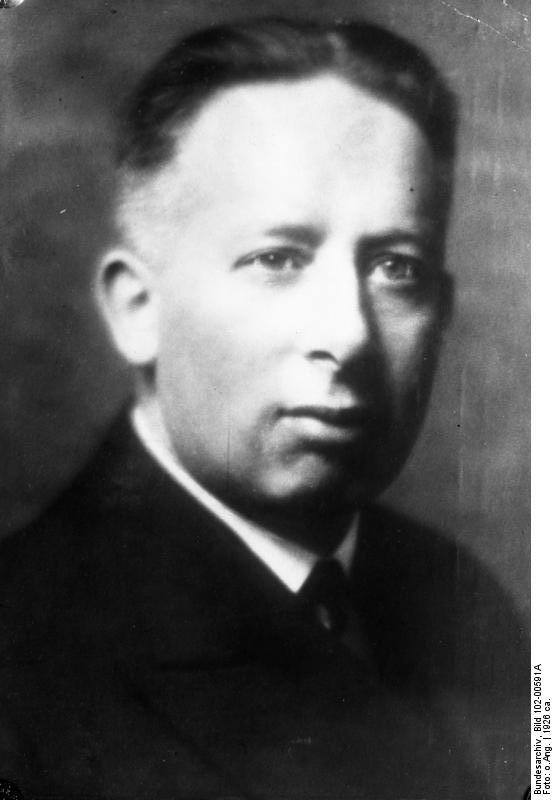
Porträt von Otto Julius Merkel

Otto Julius Merkel (* 23. Februar 1879 in Bremen; † 1955) war ein deutscher Manager. In den 1920er und 1930er Jahren war er Direktor bei der Deutschen Lufthansa.

## Leben und Tätigkeit
In der ersten Hälfte der 1920er Jahre war Merkel Direktor des Deutschen Aero Lloyd. 1926 war er einer der Mitgründer der Deutschen Lufthansa AG. Neben Erhard Milch und Martin Wronsky war er einer der drei Gründungsdirektoren des Unternehmens. Während Wronsky im Direktorium für Fragen des Transportes verantwortlich war, war Merkel für die wirtschaftlichen Fragen zuständig.
Merkel war Mitglied des Deutschen Herrenklubs.